# Amal (film)
Amal is een Belgisch-Franse film uit 2023, geregisseerd en mede geschreven door Jawad Rhalib.

## Verhaal
Mounia is een leerlinge die gepest en mishandeld wordt door enkele medeleerlingen omdat ze lesbisch is. Amal (Lubna Azabal) is een onconventionele lerares Frans op een Brusselse middelbare school, die sterke verdediger van een vrije meningsuiting is. Maar deze houding zal de levens van zowel haar leerlingen als van haarzelf grondig door elkaar te schudden.

## Rolverdeling
| Acteur            | Personage        |
| ----------------- | ---------------- |
| Lubna Azabal      | Amal             |
| Johan Heldenbergh | Luc              |
| Fabrizio Rongione | Nabil            |
| Babetida Sadjo    | Lerares          |
| Kenza Benbouchta  | Mounia           |
| Mehdy Khachachi   | Rachid           |
| Ethelle Gonzalez  | Jalila           |
| Catherine Salée   | Schooldirectrice |

## Release
Amal ging op 12 oktober 2023 in première op het Film Fest Gent. De film komt op 7 februari 2024 uit in de Belgische bioscopen. 